# Baumammer

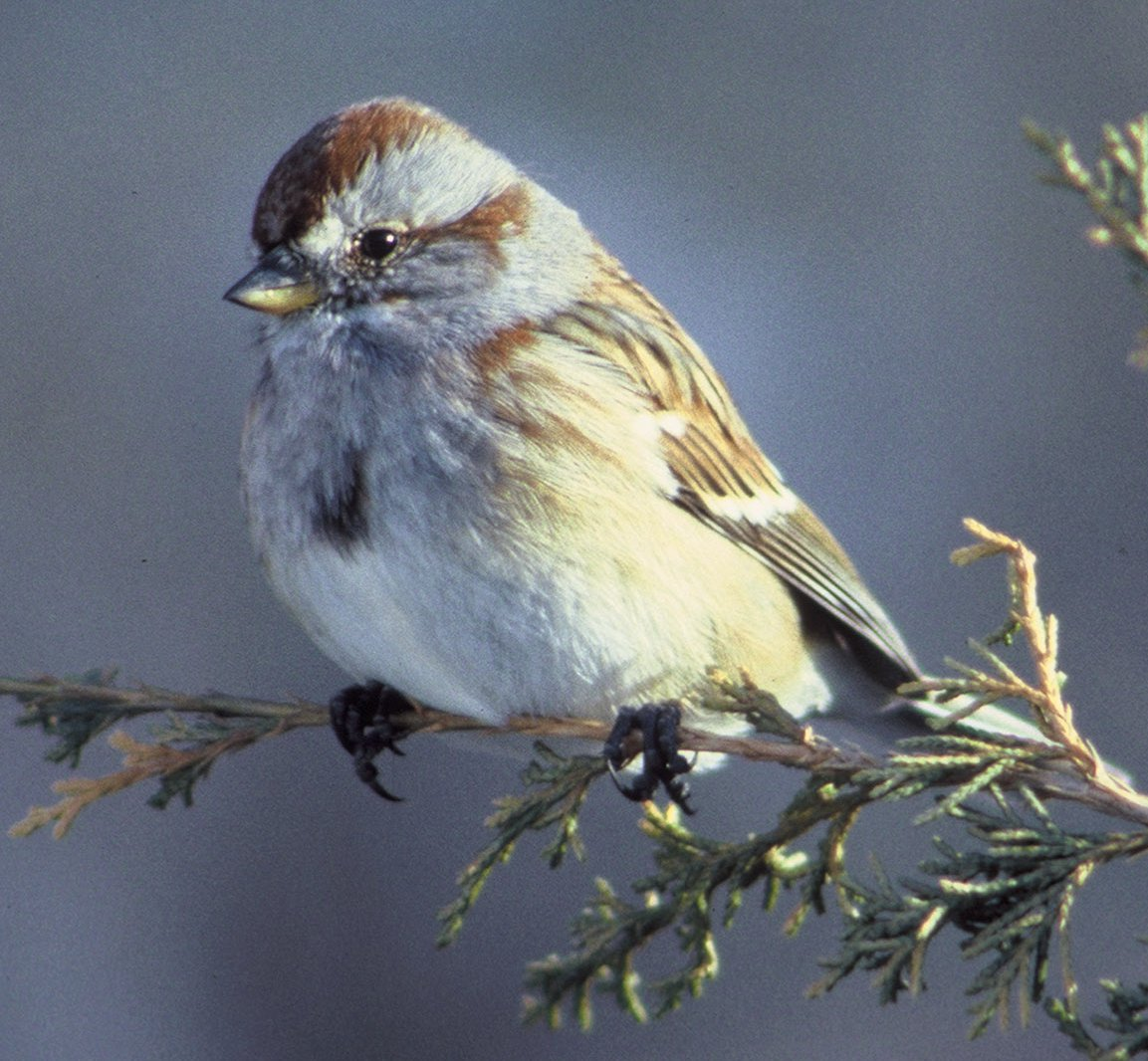
Baumammer

Die Baumammer (Spizelloides arborea, Syn.: Spizella arborea, Passerella arborea) ist eine kleine Singvogelart aus der Familie der Neuweltammern. Die Baumammer ist im Norden Nordamerikas verbreitet. Auf Grund ihrer auffälligen Kopfkappe ist sie in ihrem Verbreitungsgebiet mit keiner anderen Vogelart zu verwechseln. Die IUCN stuft die Art als nicht gefährdet (least concern) ein.

## Erscheinungsbild
Die Baumammer erreicht eine Körperlänge von 13 bis 15 Zentimetern. Die Flügelspannweite beträgt 22 bis 25 Zentimeter. Das Gewicht variiert zwischen 13 und 25 Gramm. Die Art fällt durch ihren verhältnismäßig langen Schwanz und ihren runden Kopf auf.
Adulte Baumammern haben eine rotbraune Kopfkappe, vom Auge aus verläuft ein dünner, rotbrauner Streif in Richtung Nacken. Der übrige Kopf ist grau bis rötlichgrau. Der Schnabel ist auf der Oberseite dunkelgrau, der Unterschnabel ist gelblich mit einer schwarzen Spitze. Die Kehle und die Körperunterseite sind grau, die Brustseiten rötlichbraun überwaschen. Auf der Brustmitte findet sich ein isolierter dunkelbrauner Fleck. Auch die Flanken sind rötlichbraun überwaschen. Der Bürzel ist cremefarben. Die Körperoberseite ist kastanienbraun mit kräftigen dunklen Längsstreifen. Der Schwanz ist graubraun, wobei die äußeren Federn etwas blasser sind. Die Beine und Füße sind braun.
Jungvögel gleichen den adulten Vögeln, ihr Kopf ist jedoch matter gefärbt und dunkler gestreift. Auch die Brust und die Flanken weisen eine auffällige dunkle Strichelung auf.

## Verbreitung
Das Verbreitungsgebiet der Art umfasst das arktische Nordamerika von der Pazifikküste Alaskas im Westen bis zum Nordosten Labradors im Osten des Kontinents. Als Lebensraum bevorzugt die Baumammer strauchbewachsene Tundra. Sie ist ein obligatorischer Zugvogel, der im Winterhalbjahr im Norden und der Mitte der Vereinigten Staaten überwintert.

## Lebensweise
Die Baumammer frisst Samen, Beeren und Insekten. Während des Winterhalbjahres leben Baumammern gesellig und sind dann auch mit anderen Singvögeln vergesellschaftet. In ihrem Brutgebiet sind Baumammern jedoch sehr territorial. Das Männchen zeigt durch Gesang seinen Revierbesitz an und versucht darüber Weibchen anzulocken. Baumammern gehen eine monogame Saisonehe ein. Das Nest wird entweder direkt auf dem Boden oder in Bodennähe errichtet. Die eigentliche Nistmulde wird mit Gras und Federn ausgelegt. Das Gelege besteht aus vier bis fünf blassblauen oder grünlichen Eiern, die rotbraun gesprenkelt sind. Die Brutzeit beträgt elf bis 13 Tage. Es brütet allein der weibliche Elternvogel. Die Nestlinge werden vom Weibchen gehudert, aber von beiden Elternvögeln gefüttert. Sie sind nach acht bis zehn Tagen flügge, werden aber für weitere zwei bis drei Wochen von den Elternvögeln versorgt.

## Belege

### Einzelbelege
1. ↑  D. L. Slager, J. Klicka: A new genus for the American tree sparrow (Aves: Passeriformes: Passerellidae). In: Zootaxa. Band 3821, Nr. 3, 2014, S. 398–400, doi:10.11646/zootaxa.3821.3.9.
2. ↑  Sale, S. 320.
3. ↑  Sale, S. 321.